# Mahuta (Tandahimba)
Mahuta ist ein Verwaltungsbezirk (englisch Ward) des Distrikts Tandahimba in der tansanischen Region Mtwara.

## Geografie
Mahuta liegt im Südosten von Tansania etwa 25 Kilometer südwestlich der Distrikthauptstadt Tandahimba. Der Bezirk grenzt im Norden an Makukwe und Chingungwe, im Osten an Chikongola, im Süden an Mkundi, im Südwesten an Mcholi II und im Westen an Mkwedu. Bei der Volkszählung 2022 lebten 6965 Menschen in 2194 Haushalten auf einer Fläche von 30 Quadratkilometern.

## Gliederung
Der Bezirk besteht aus zwölf Orten (Kitongoji):
- Chiwindi
- Mageuzi
- Nyerere
- Mwinyi
- Mrema
- Umoja
- Nguvukazi
- Usalama
- Mikakati
- Jangwani
- Mvuleni
- Luwongo